# Canonet

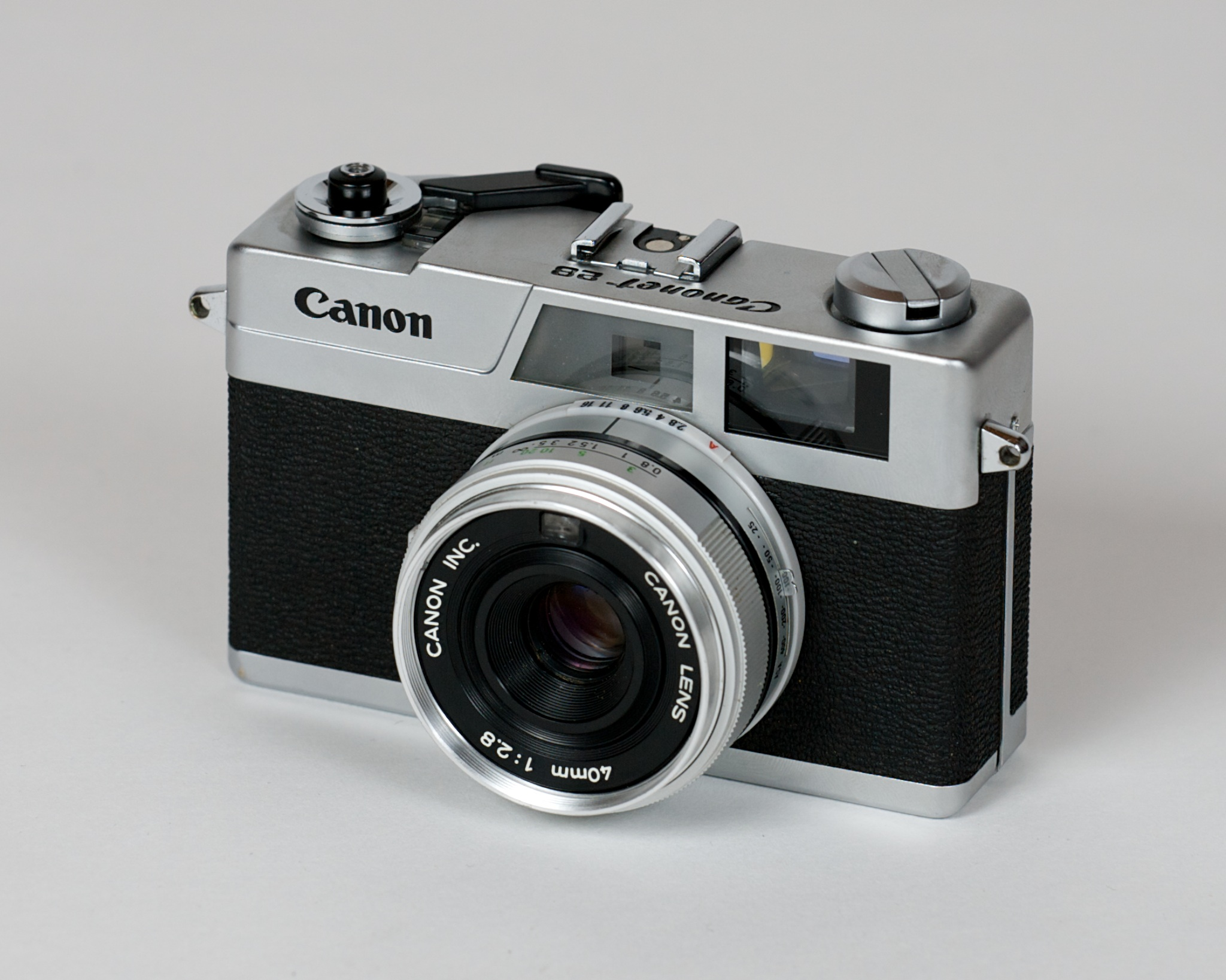
„New Canonet 28“ von 1971

Canonet war eine Reihe von Messsucherkameras der Firma Canon in den frühen 1960er bis 1980er Jahren. Die erste Canonet kam im Januar 1961 auf den Markt. Nach zweieinhalb Jahren wurde die Marke von einer Million verkaufter Einheiten erreicht.

## Modelle
Die Canonet-Serie umfasste folgende Modelle:
| Modell           | Marktstart    |
| ---------------- | ------------- |
| Canonet          | Januar 1961   |
| Canonet Junior   | April 1963    |
| Canonex          | Oktober 1963  |
| Canonet S        | Oktober 1964  |
| Canonet QL17     | März 1965     |
| Canonet QL19     | März 1965     |
| Canonet QL 25    | Oktober 1965  |
| Canonet QL 19E   | November 1965 |
| Canonet 28       | Dezember 1968 |
| New Canonet QL17 | Juli 1969     |
| New Canonet 28   | März 1971     |
| New Canonet QL19 | Mai 1971      |
| Canonet G-III 17 | März 1972     |
| Canonet G-III 19 | März 1972     |